# Rheinhausen, Emmendingen
Rheinhausen là một thị xã thuộc huyện Emmendingen, bang Baden-Württemberg của Đức. Đô thị này có diện tích 22 km², dân số thời điểm 31 tháng 12 năm 2020 là 3857 người.

## Địa lí
Rheinhausen có vị trí ở phía bắc Breisgau. Nằm dọc theo bờ sông Rhine, nơi đây bao gồm một phần của Khu bảo tồn Taubergießen - một trong những khu bảo tồn thiên nhiên lớn nhất ở Baden-Wuerttemberg.